# Brink 12
Brink 12 is een gemeentelijk monument aan de Brink in Baarn in de provincie Utrecht.
Het pand is gebouwd in het midden van de 19e eeuw, maar is mogelijk al ouder. Het is met het Schoutenhuis een van de oudere panden aan de noordzijde van de Brink. In het pand is horecagelegenheid De Kerckbrink gevestigd met terrassen aan de Brink. Op de symmetrische eerste verdieping zitten drie schuifvensters.